# Терехов, Михаил Валентинович
Михаил Валентинович Терехов (род. 18 июля 1987, Тбилиси, СССР) — российский профессиональный баскетболист и тренер.

## Карьера
Михаил Терехов родился в Тбилиси. Мать была родом из Грузии, отец русский, из Москвы. Через несколько лет после рождения Михаила родители перебрались в Москву.
В детстве Михаил занимался футболом в СДЮШОР «Торпедо-ЗИЛ» имени Эдуарда Стрельцова. После переезда из одного района Москвы в другой пришлось поменять школу. В новой школе Михаила в футбол никто не играл, но все играли в баскетбол. Приобщившись к этой игре он поступил в баскетбольную СДЮШОР ЦСКА. В 16 лет привлекался в команду ЦСКА, выступающую в детско-юношеской баскетбольной лиге.
Переехав играть в Грузию, Терехов выступал за молодёжную сборную этой страны.
После Грузии Терехов уехал в турецкий «Трабзонспор». Увлёкшись физической подготовкой, Михаил получил траву колена при работе с большими весами в тренажёрном зале. Выбыв из строя больше, чем на год, Михаилу пришлось закончить игровую карьеру.
По завершении карьеры игрока, Терехов учился в Российском государственном университете физической культуры и спорта, получил тренерский диплом.
В 2013 году Терехов вернулся в Грузию и был одним из ассистентов в тренерском штабе «Сухуми», выступавшем в Кубке Вызова ФИБА, и отвечал за молодёжный состав этого клуба.
В 2014 году, спортивный директор «АлтайБаскета» Владимир Трунов пригласил Терехова в барнаульский клуб на должность ассистента главного тренера.
В 2015 году Терехов стал главным тренером «АлтайБаскета», с которым выиграл серебро Суперлиги-3 и бронзу Суперлиги-2.
В апреле 2017 года возглавил «Буревестник». Под его руководство ярославский клуб стал победителем предсезонного международного турнира «Friendship Bridge Haikou International Men’s Basketball Tournament» в Китае и завоевал золотые медали Суперлиги-2 дивизион. В 45 матчах (3 — Кубок Ярославля, 4 — Кубок России, 38 — Суперлига-2) под руководством Терехова было одержано 38 побед и проиграно 7 встреч. При этом, Михаил стал первым главным тренером «Буревестника» за 3 сезона выступлений в Суперлиге, который проработал полноценный сезон.
В марте 2018 года, Терехов продлил контракт с «Буревестником» до окончания сезона 2018/2019.
В дебютном сезоне в Суперлиге-1 «Буревестник» под руководством Терехова занял 5 место, а в серии плей-офф уступил петербургскому «Спартаку». По окончании сезона 2018/2019 Терехов подписал с ярославским клубом новый 2-летний контракт.
В ноябре 2020 года «Буревестник» испытывал трудности с количеством игроком для заявки на матчи Суперлиги-1 из-за коронавирусной инфекции. 7 ноября, Терехов был включён в заявку на игру с «Уфимцем» (63:73) и дебютировал за ярославскую команду, отметившись 2 очками.
В мае 2021 года Терехов возглавил сборную Сирии. Его ассистентом стал Алексей Нуждин, с которым Михаил вместе работали в течение 3 сезонов в «Буревестнике». Под руководством тренерского тандема сборная Сирии провела 2 матча, которые по итогу стали ключевыми. В дебютной игре сирийцы уступили Саудовской Аравии (77:79), а в заключительном матче квалификации сборная Сирии победила сборную Катара (67:56). Таким образом, сирийцы заняли 2 место в группе Е с 3 победами в 6 матчах, пропустив вперёд только сборную Ирана и обеспечили себе выход на Кубок Азии 2021.
В декабре 2021 года Терехов стал главным тренером «Новосибирска», который вывел в плей-офф Суперлиги-1 с 8 места. В четвертьфинальной серии новосибирская команда уступила «Уралмашу».

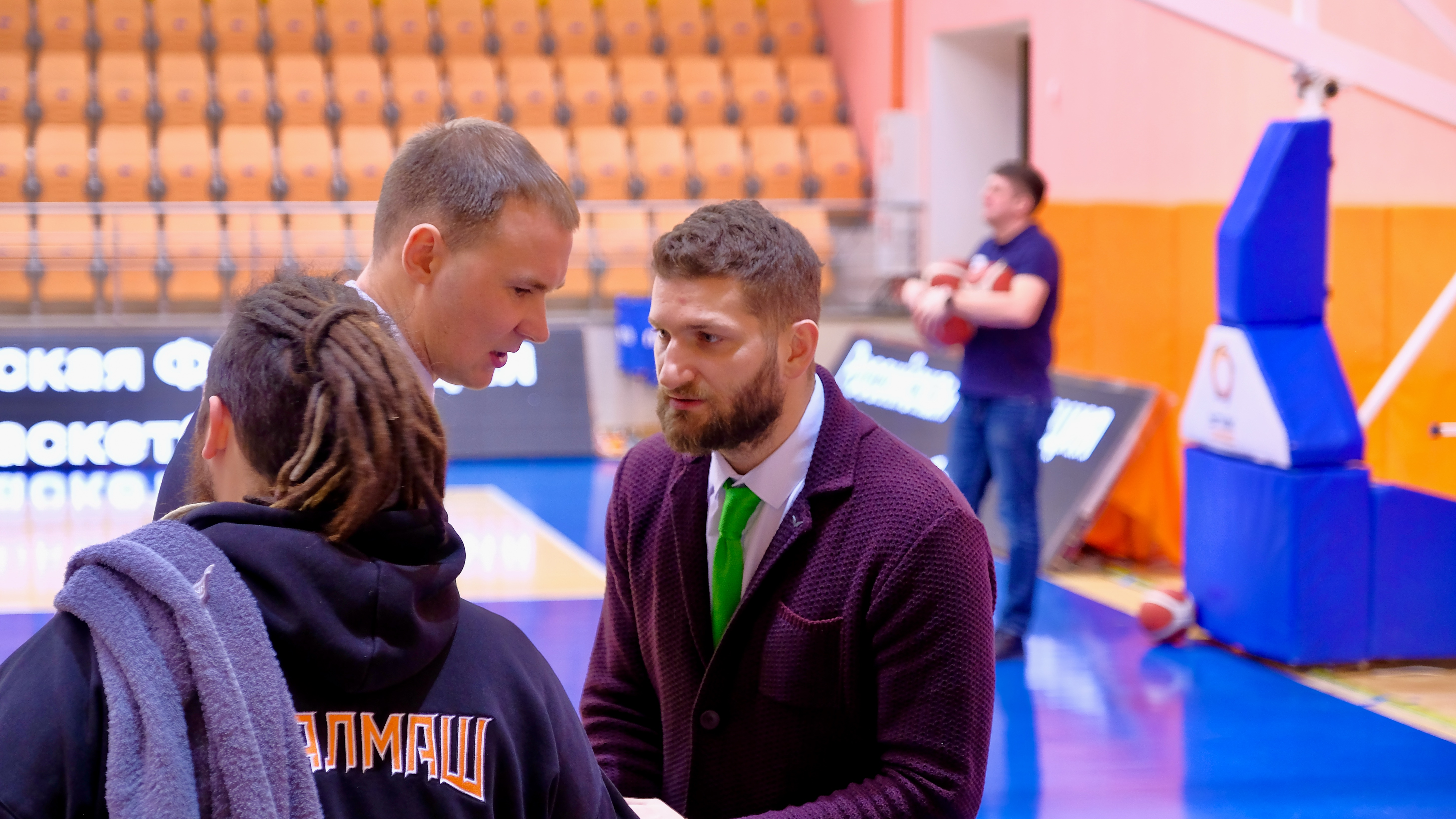
Михаил Терехов во главе тренерского штаба «Уралмаша»

В июне 2022 года Терехов возглавил «Уралмаш». За 2 игры до окончания регулярного сезона Суперлиги Михаил покинул екатеринбургский клуб, расторгнув контракт по обоюдному согласию сторон. На момент увольнения Терехова «Уралмаш» находился на 2 месте с результатом побед/поражений 24-2.
В июле 2023 года Терехов был назначен главным тренером «Иркута». В сезоне 2023/2024 иркутская команда финишировала на 2 месте в регулярном сезоне Суперлиги, но на стадии 1/4 финала плей-офф уступили «Зениту-2».
В мае 2024 года Терехов возглавил «Челбаскет».
В июле 2025 года Терехов стал главным тренером фарм-клуба уфимского «Динамо» в Высшей лиге — «Динамо-2».

## Конфликт со Стуленковым
20 февраля 2018 года, во время игры между «Чебоксарскими Ястребами» и «Буревестником», произошёл конфликт между Тереховым и Александром Стуленковым. Спустя несколько дней, решением Директората РФБ «за акт насилия по отношению к игроку своей команды», Михаил был дисквалифицирован на 2 очередные календарные игры.

## Конфликт на турнире «Золотое кольцо»
23 июля 2020 года Терехов принимал участие в любительской игре чемпионата «Золотое кольцо» между сборной ЯрГУ и командой «Слоны» в качестве игрока. Согласно регламенту, в областном чемпионате может выступать любой баскетболист с местной пропиской, поэтому Терехов представлял Ярославский государственный университет. Тренирует команду его ассистент в «Буревестнике» Алексей Нуждин. По окончании игры Терехов ударом головы сломал нос арбитру Вадиму Павлову. Сторонам удалось урегулировать конфликт, Терехов принёс извинения.
25 июля, по итогам совместного рассмотрения инцидента клубом «Юнибаскет», Ярославской региональной физкультурно-спортивной общественной организацией «Федерация баскетбола» и Ответственным за судейство в регионе от РФБ, Директорат постановил пожизненно дисквалифицировать Терехова от участия в любом качестве в соревнованиях, проводящихся под эгидой данных организаций и наложил штраф в размере 6000 рублей.

## Достижения
- Чемпион Суперлиги-2 дивизион: 2017/2018
- Бронзовый призёр Суперлиги-2 дивизион: 2015/2016
- Серебряный призёр Суперлиги-3 дивизион: 2016/2017